# Haka

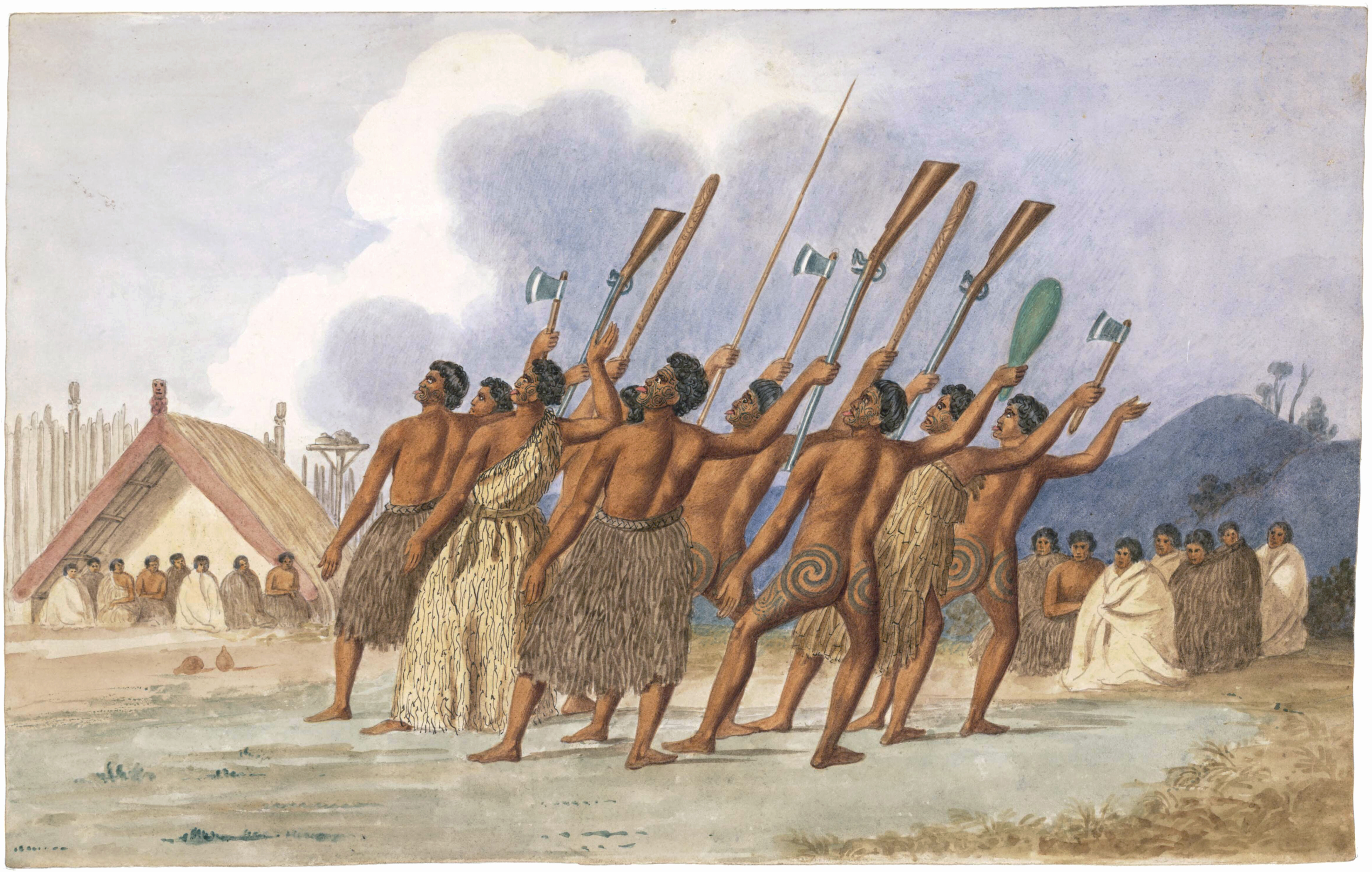
De haka, afbeelding uit ca. 1845

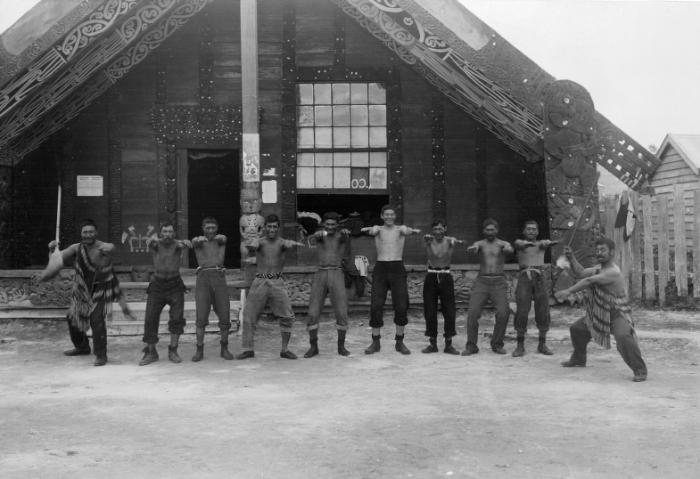
Uitvoering van een haka, 1908

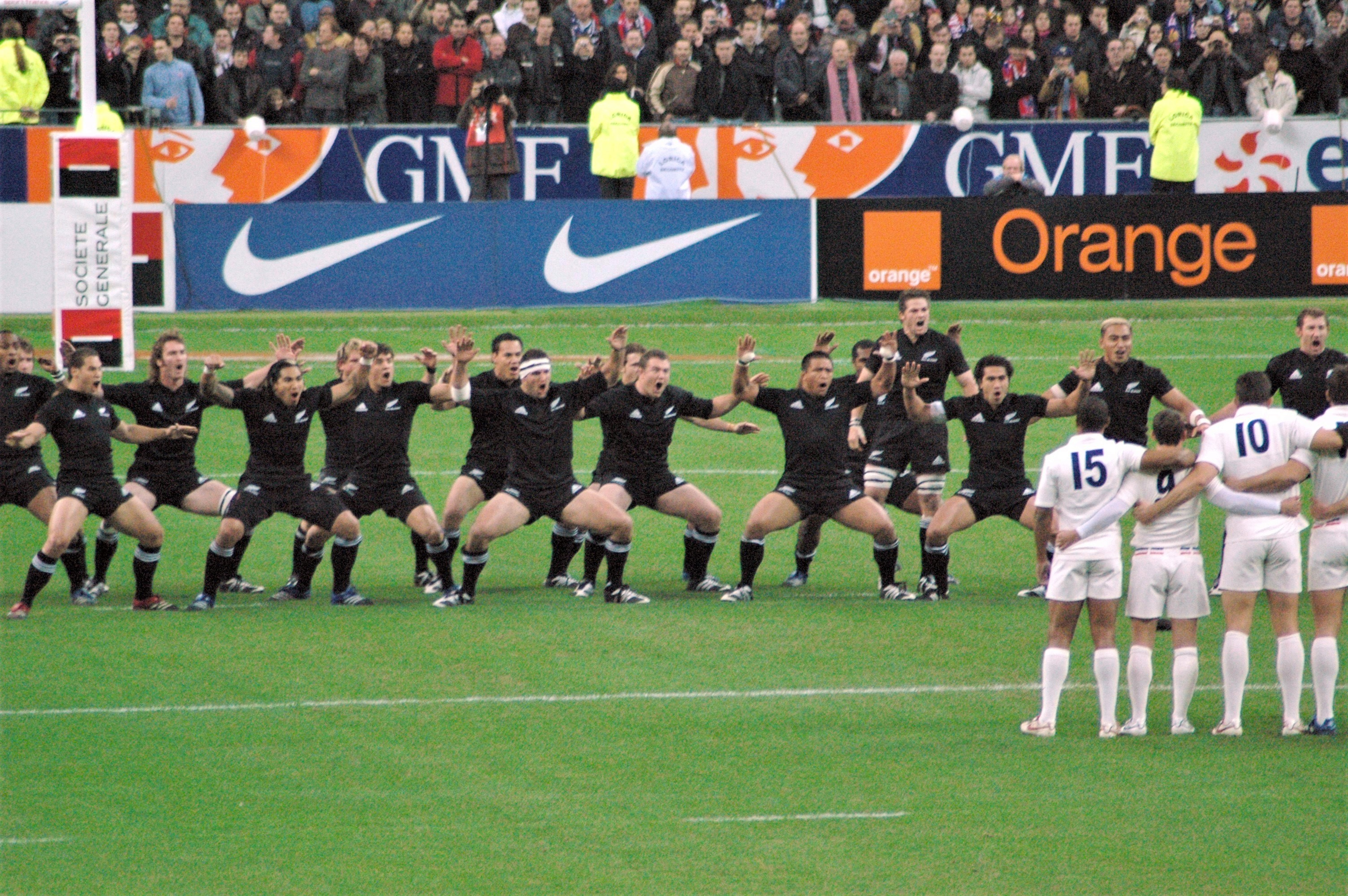
Het Nieuw-Zeelandse rugbyteam voert een haka uit voor een wedstrijd tegen Frankrijk, 2006

Het rugbyteam van Nieuw-Zeeland voert een haka uit op Trafalgar Square in Londen, 2009

Haka is een groep ceremoniële dansen van de Maori's uit Nieuw-Zeeland, maar ook op Samoa, Tonga, Fiji en andere eilanden in Polynesië en Melanesië dansen ze de haka. Door middel van deze dans probeert men de goden (voorvaderen) aan te roepen.

## Uitvoering
Ten onrechte wordt vaak gedacht dat de haka altijd een oorlogsdans is. Naast de oorlogsdans (de Peruperu) bestaan er ook haka's voor bijvoorbeeld begrafenissen. Haka's worden bij allerlei gelegenheden uitgevoerd, bijvoorbeeld ter verwelkoming van toeristen, vaak voor de traditionele hangi, de welkomstmaaltijd. Ook bij festiviteiten en sportwedstrijden worden haka's uitgevoerd. Sommige dansen staan vast, sommige laten enige ruimte voor wat de dansers zelf willen laten zien.
Waarschijnlijk de bekendste haka is de Ka Mate, die al jarenlang door het Nieuw-Zeelandse rugbyteam, de All Blacks, voor het begin van iedere wedstrijd wordt uitgevoerd. Bij gelegenheid wordt tegenwoordig ook de controversiële Kapa o Pango of een andere haka opgevoerd. Ook enkele andere internationale teams uit deze regio voeren dit ritueel uit.

## Dans
De dans zelf bestaat uit een reeks van gebaren, vaak beginnend vanuit een door de knieën gebogen spreidstand. Men spant zijn spieren aan en slaat er vervolgens op (bijvoorbeeld achtereenvolgens op de borst, de armen en de bovenbenen). Ook probeert men door een neertrekkende beweging de kracht van de goden vanuit de hemel naar beneden (in de krijger) te trekken. Daarnaast kan men nog variëren in gezichtsuitdrukking, zoals het oogwit en een lange tong laten zien.

## Lied
De tekst van een haka wordt niet gezongen, maar opgezegd. Het lied is altijd gericht tot de goden. Naast de tekst gebruikt men in de liederen vaak kreten en uitroepen.

## Ka Mate

### Oorsprong
De oorsprong van de Ka Mate zou een gebeurtenis zijn in 1820, toen een Maori-leider, Te Rauparaha genaamd, op de vlucht was voor een vijandige stam. Tijdens die vlucht herhaalde Te Rauparaha telkens de woorden "ka mate, ka mate" (ik sterf, ik sterf). Uiteindelijk kwam Te Rauparaha terecht in een bevriende stam en vroeg de leider, een vriend, om hem te verstoppen. Deze vriend stemde toe en Te Rauparaha was in veiligheid.
Zeker van het feit dat hij ging leven herhaalde hij telkens de woorden "ka ora, ka ora" (ik leef, ik leef) en "tenei te tangata puhuruhuru nana nei i tiki mai whakawhiti te ra" (dit is de harige man die de zon terugbracht zodat ze weer kon schijnen). De "harige man", ook bedoeld als moedige man, was eigenlijk zijn vriend die hem bescherming gaf. De zon die weer scheen was een toespeling op het feit dat hij weer een toekomst en een dag te leven had.

### Tekst van de Ka Mate
Ka mate! Ka mate! Ka ora! Ka ora!
Ik sterf! Ik sterf! Ik leef! Ik leef!
Ka mate! Ka mate! Ka ora! Ka ora!
Ik sterf! Ik sterf! Ik leef! Ik leef!
Tenei te tangata puhuru huru
Aanschouw! Daar staat een behaarde man
Nana nei i tiki mai
Hij heeft iets gebracht
Whakawhiti te ra
De zon liet hij schijnen
A upa ... ne! A upa ... ne!
Een voorwaartse stap! Nog een voorwaartse stap!
A upane kaupane whiti te ra!
Een voorwaartse stap, nog een.. De zon schijnt!!
Hi!!!
Ha!!!